# Tat Whalley
Tat Whalley, född 12 januari 1975 i Storbritannien, är en brittisk skådespelare. Han medverkar främst i olika TV-produktioner. Han spelade exempelvis Def Leppards trummis Rick Allen i filmen Hysteria – The Def Leppard Story år 2001.

## Filmografi i urval
- 1988 - Med smak för döden (TV-serie)
- 1990 - Silvertronen (TV-serie)
- 1993 - The Higher Mortals
- 1994 - Sharpe's Company
- 1995 - Ett fall för Frost (TV-serie)
- 1997 - Mannen som visste för lite
- 1998 - Familjeband (TV-serie)
- 1999 - Jeanne d'Arc
- 2001 - Hysteria – The Def Leppard Story
- 2005 - Lie Still
- 2010 - Silent Witness (TV-serie)